# 보름초등학교
보름초등학교는 대한민국 경기도 김포시에 있는 공립 초등학교이다.

## 연혁
- 2020년 3월 1일에 개교하기 시작하였다.